# 最重要的人 (1997年日劇)
《最重要的人》，是一套1997年4月18日起逢周五21:00 - 21:54在TBS放送的電視劇。全劇共11集。

## 劇情
大澤紘平、結城美和是一起長大的青梅竹馬，幾十年來的若即若離，卻又互相扶持的情感牽扯。
好朋友與戀人之間，這兩者的距離有多大？那種微妙的關係就存在於大澤紘平、結城美和之間。
在不同時間點，總有一方想要進一步發展，卻又擔心先表白，會因此而永遠失去了最要好的朋友。
兩人就如此的耗在不明的曖昧之中。
其實，男女主角卻是彼此的生命中 － 最重要的人。

## 登場人物

### 主要角色
大澤紘平：香取慎吾 飾演
本劇男主角，就讀於4年制大學的大學生，與美和從國小到高中時期一直是同班同學。
結城美和：觀月亞里莎 飾演
本劇女主角，短期大學畢業後就到保險公司當上班族。與紘平從國小到高中時期一直是同班同學。
坂元幹也：金子賢 飾演
紘平、美和在高中時期的同學。父親是醫生。上補習班的目標是考上醫學院。曾對美和告白。
山木衿：真田麻垂美 飾演
美和在短期大學時的朋友，兩人也一起進入同一間保險公司上班。曾對紘平告白。
杉田秀己：橋龍吾 飾演
紘平、美和在高中時期的朋友。
結城一彦：金子統昭 飾演
美和的弟弟，現在是中學生。
結城悦子：余貴美子 飾演
美和的母親，因更年期障礙而導致情緒不穩定的情況。
大澤薫：真野響子 飾演
紘平的母親，曾與美和的父親 － 結城毅是一對戀人。
結城毅：根津甚八 飾演
美和的父親，曾與紘平的母親 － 大澤薫是一對戀人。

### 其他角色
横田李美：鈴木由香　（第１回-第２回）
紘平於大學時代的女朋友，但後來因覺得紘平變得不體貼而提出分手。
高倉さおり：櫻井淳子 飾演 （第7回-第8回）

高橋ひろ子：初瀬かおる 飾演 （第9回-第11回）
紘平於大學畢業後的女朋友。
山中要：關口知宏 飾演　（第9回-第11回）
美和於保險公司上班的同事。

## 主題曲
「(Just Like)STARTING OVER」：約翰·藍儂 演唱

## 播放
| 各話                                                      | 播放日        | 原文標題 | 中文標題 | 收視率 |
| --------------------------------------------------------- | ------------- | -------- | -------- | ------ |
| 第1回                                                     | 1997年4月18日 |          | 兒時玩伴 | 16.3%  |
| 第2回                                                     | 1997年4月25日 |          | 清晨歸宅 | 14.9%  |
| 第3回                                                     | 1997年5月2日  |          |          | 13.4%  |
| 第4回                                                     | 1997年5月9日  |          |          | 14.0%  |
| 第5回                                                     | 1997年5月16日 |          |          | 12.6%  |
| 第6回                                                     | 1997年5月23日 |          |          | 13.7%  |
| 第7回                                                     | 1997年5月30日 |          |          | 15.4%  |
| 第8回                                                     | 1997年6月6日  |          |          | 15.5%  |
| 第9回                                                     | 1997年6月13日 |          |          | 18.1%  |
| 第10回                                                    | 1997年6月20日 |          |          | 15.5%  |
| 最終回                                                    | 1997年6月27日 |          |          | 15.5%  |
| 平均收視率15.0%（關東地區收視率・Video Research收視調查） |               |          |          |        |

## 外部連結
- TBS官方資料 （页面存档备份，存于）